# Han'yō
Han'yō (japanisch 半妖, dt. „Halb-Yōkai“) sind japanische Halbdämonen. Der Begriff „Han'yō“ wurde vom Manga- und Romanautor Shigeru Mizuki eingeführt und populär gemacht, wobei er sich jedoch streng an die Vorgaben aus dem religiösen Volksglauben hielt.

## Beschreibung
Han'yō sind sowohl im japanischen Shinto-Glauben als auch im Buddhismus vertreten und werden von den Anhängern als existent angesehen, obgleich sie in religiösen Schriften unter anderen und verschiedenen Bezeichnungen geführt werden.
Ihr Aussehen soll stets beiden Elternteilen gleichermaßen nahekommen, weshalb sie entsprechend oft als Menschen mit tier- bzw. dämonenaften Attributen (z. B. mit Ziegengehörn und -beinen) dargestellt werden. Ihre übernatürlichen Kräfte sollen jedoch aufgrund ihrer halb menschlichen Abstammung mehr oder weniger eng begrenzt sein.

## Ursprungsglaube
Gemäß shintoistischem als auch buddhistischem Volksglauben sind die Han'yō ein Produkt der Liebe zwischen einem Menschen und einem Yōkai, die meist aufgrund diverser Umstände nicht lange anhält. Da es aber ohnehin als selten angesehen wird, dass sich Menschen und Yōkai ineinander verlieben, ist auch der Begriff "Han'yō" entsprechend wenig in Gebrauch. Jedoch wurde über Abe no Seimei, einem Onmyōji der Heian-Zeit gesagt, dass er das Kind eines Menschen und der Kitsune Kuzunoha und damit ein Han'yō gewesen sei.

## Kultur und Moderne
In der religiösen Kultur stellen Han'yō eine gestaltliche Verwischung der Grenzen zwischen menschlicher und dämonischer/göttlicher Welt dar. Shintoismus und Buddhismus kennen ohnehin keine scharf abgegrenzte Trennung von Glaube und Existenz, was in den Darstellungen der Han'yō, die halb menschlich, halb göttlich sind, thematisiert wird.
In der Moderne sind Han'yō ein beliebtes Motiv in der Jugendliteratur, und das nicht mehr nur in Japan. Sie treten in Romanen, Light Novels, Mangas und Animes auf, wo sie oft als überdreht, launisch oder unberechenbar dargestellt werden und zudem – gemäß der religiösen Vorlagen – durch nicht-menschliche Körperattribute auffallen, wie drei Augen oder Hundeohren. Zu den bekanntesten modernen Han'yō gehört die Manga- und Animefigur Inu Yasha.